# Jižní Aralské jezero
Jižní Aralské jezero je jezero, které je tvořené jižní částí zbytku Aralského jezera. Nachází se na území Akťubinské oblasti v Kazachstánu a Karakalpakstánu v Uzbekistánu. Oddělování začalo v roce 1987 a k definitivnímu oddělení jižní části došlo v roce 1990, kdy se hladina snížila natolik, že už směrem od severní části neprotékala voda. Jižní část nemá šanci na obnovu a do roku 2020 se přemění v poušť. Řeka Amudarja do jezera nedotéká od jeho rozdělení.

## Dělení jezera
V roce 2003 se jižní část bývalého Aralského jezera dále rozdělila na západní a východní část, které byly spojené úzkým průtokem, jež měl dno v nadmořské výšce 29 m a vyrovnával hladiny, ale nepromíchával vodu. V roce 2005 byl hrází uzavřen přítok vody ze severní části. V roce 2008 se východní a západní část definitivně oddělily. Převážná část východní části se poté přeměnila v solnou pláň. Západní část je o 43 m hlubší, a má podzemní vodní zdroj na severozápadě, takže ještě bude nějakou dobu existovat.

## Slanost
V roce 2007 činila salinita západní části 70 g/l a východní části 100 g/l. Když vodní hladina klesne pod úroveň dna spojovacího kanálu (29 m) rozdíl ve slanostech jednotlivých částí se bude vyvíjet nezávisle. Východní část může být v letech s velkým množstvím vody podporována Amudarjou a v suchých letech vysychat a její salinita tedy bude kolísat. Salinita západní části naproti tomu trvale poroste.